# Wilhelm Farwick

Wilhelm Farwick

Wilhelm Farwick (* 24. April 1863 in Lüdinghausen/Westfalen; † 27. Oktober 1941 in Aachen) war ein deutscher Politiker der Deutschen Zentrumspartei.

## Leben und Wirken
Wilhelm Farwick war der Sohn eines Gutsbesitzers. Er besuchte das Gymnasium Antonianum Vechta und machte 1882 das Abitur. Er studierte von 1882 bis 1886 an der Ludwig-Maximilians-Universität München, der Humboldt-Universität zu Berlin und der Rheinischen Friedrich-Wilhelms-Universität in Bonn Rechtswissenschaften. 1884 wurde er Mitglied der katholischen Studentenverbindung KStV Arminia Bonn und der KStV Askania-Burgundia Berlin, sowie später des KStV Saxonia München, alle im KV.
1887 leistete pflichtgemäß seinen Militärdienst ab. Nach dem Zweiten Staatsexamen 1892 war er juristischer Hilfsarbeiter in den Stadtverwaltungen von Dortmund und Gelsenkirchen.
Vom 17. Mai 1894 bis Juni 1898 war er Bürgermeister von Steele und Kreistagsabgeordneter im Landkreis Essen. Vom 15. Juni 1898 bis zum 6. Dezember 1906 war er zweiter Bürgermeister von Münster. Anschließend war er vom 7. Dezember 1906 bis 1909 Erster Beigeordneter in Köln und danach Direktor beim Schaafhausen’schen Bankverein. Am 9. Juni 1905 wurde er zum ordentlichen Mitglied der Historischen Kommission für Westfalen berufen, schied aber später aus.
Vom 24. November 1916 bis zum 30. September 1928 war Farwick Bürgermeister von Aachen. Am 10. Februar 1917 wurde ihm der Titel Oberbürgermeister verliehen. In seine Aachener Amtszeit fällt die Besetzung durch die belgischen Truppen. Am 25. Mai 1923 wurde er wegen seines Protests gegen die harten Maßnahmen der Besatzungstruppen von einem belgischen Kriegsgericht zu einem Monat Haft und einer Geldstrafe von einer Million Mark verurteilt und schließlich im Juli 1923 aus Aachen ausgewiesen. Im April 1924 konnte er seine Arbeit wieder aufnehmen und wurde in diesem Jahr auch Vorsitzender des Deutschen Katholikentages in Hannover. Er galt als großer Förderer des Reitsports, das CHIO Aachen wurde mit seiner Unterstützung gegründet und fand erstmals 1924 statt.

## Abgeordneter
Farwick war von 1916 bis 1919 Mitglied des Preußischen Herrenhauses, von 1919 bis 1920 Mitglied der für die Deutsche Zentrumspartei der Verfassunggebenden Nationalversammlung in Weimar und von 1928 bis 1932 war er Mitglied des Preußischen Landtages. Von 1920 bis 1929 war er Mitglied des Provinziallandtages der Rheinprovinz.

## Ehrungen
Farwick erhielt die Ehrenbürgerplakette der Rheinisch-Westfälischen Technischen Hochschule. Für seine Verdienste um die Erhebung der Akademie Münster zur Universität wurde ihm der Rote Adlerorden IV. Klasse verliehen. Zudem erhielt er das Eiserne Kreuz II. Klasse, das Verdienstkreuz des Preußischen und des niederländischen Roten Kreuzes und das Ritterkreuz des Päpstlichen Gregoriusordens.
Der nördliche, 1925 bis 1928 erweiterte Teil des Aachener Stadtgartens wurde nach ihm benannt.